# あぶな絵
あぶな絵（あぶなえ）とは江戸時代に描かれた浮世絵の様式のひとつ。女性の下肢などが露わになった「危ない」様子を描いた作品のことを指す。古くは享保の時代に遡るとも、それ以前から既に存在していたとも言われる。

## 代表的な作品
- 鳥居清満 「風呂」 紅摺絵 東京国立博物館所蔵
- 奥村政信 「湯上がり美人と鶏」 東京国立博物館所蔵
- 渓斎英泉 「大磯駅」 大判